# Ministeri per a la Transformació Digital
El Ministeri per a la Transformació Digital i de la Funció Pública d'Espanya és el departament de l'Administració General de l'Estat al qual correspon la proposta, la coordinació i l'execució de la política del Govern de la Nació en matèria de telecomunicacions, societat de la informació, transformació digital i el desenvolupament i foment de la intel·ligència artificial. Així mateix correspon al Departament la proposta i execució de la política del Govern de la Nació en matèria d'administració pública, funció pública i governança pública.
Durant l'etapa de Jose Luís Escrivá com a Ministre, es va impulsar la creació de l'Agència Espanyola de Supervisió de la Intel·ligència Artificial.
Des del setembre del 2024, el seu titular és el polític Óscar López Águeda, que anteriorment va exercir com a director del Gabinet de la Presidència del Govern.